# Уолден (тауншип, округ Поп, Миннесота)
Уолден (англ. Walden) — тауншип в округе Поп, Миннесота, США. На 2000 год его население составило 201 человек.

## География
По данным Бюро переписи населения США площадь тауншипа составляет 92,2 км², из которых 85,1 км² занимает суша, а 7,1 км² — вода (7,75%).

## Демография
По данным переписи населения 2000 года здесь находились 201 человек, 67 домохозяйств и 54 семьи.  Плотность населения —  2,4 чел./км².  На территории тауншипа расположено 80 построек со средней плотностью 0,9 построек на один квадратный километр. Расовый состав населения: 100,00 % белых.
Из 67 домохозяйств в 38,8 % воспитывались дети до 18 лет, в 77,6 % проживали супружеские пары, в 3,0 % проживали незамужние женщины и в 19,4 % домохозяйств проживали несемейные люди. 14,9 % домохозяйств состояли из одного человека, при том 9,0 % из — одиноких пожилых людей старше 65 лет. Средний размер домохозяйства — 3,00, а семьи — 3,43 человека.
32,8 % населения младше 18 лет, 5,5 % в возрасте от 18 до 24 лет, 21,4 % от 25 до 44, 27,9 % от 45 до 64 и 12,4 % старше 65 лет. Средний возраст — 36 лет. На каждые 100 женщин приходилось 113,8 мужчин.  На каждые 100 женщин старше 18 приходилось 110,9 мужчин.
Средний годовой доход домохозяйства составлял 37 000 долларов, а средний годовой доход семьи —  42 500 долларов. Средний доход мужчин —  29 688  долларов, в то время как у женщин — 20 750. Доход на душу населения составил 15 066 долларов. За чертой бедности находились 3,7 % семей и 8,6 % всего населения тауншипа, из которых 17,5 % младше 18 и 8,7 % старше 65 лет.